# 宮川村 (神奈川県)
宮川村（みやがわむら）は、1889年（明治22年）4月1日から1909年（明治42年）4月1日まで存在した神奈川県橘樹郡の村。

## 概要
神奈川県橘樹郡南部の村。現在の神奈川県横浜市保土ケ谷区北部にあたる（星川駅周辺）。

## 地理
- 川 ： 帷子川

## 歴史

### 沿革
- 1889年（明治22年）4月1日 - 町村制の施行により、和田村、下星川村が合併して成立。
- 1909年（明治42年）4月1日 - 保土ケ谷町に編入。同日宮川村廃止。
- 1927年（昭和2年）
  - 4月1日 - 保土ケ谷町が横浜市に編入。
  - 10月1日 - 横浜市が区制を施行し、旧村域が保土ケ谷区になる。

## 交通

### 道路
- 八王子街道（現在の国道16号）
- 宮川村当時は、鉄道は存在しなかった（現在は相模鉄道本線星川駅がある）。